# クリエートメディック
クリエートメディック株式会社は、神奈川県横浜市港北区に本社を置く医療機器メーカー。2005年東証一部上場。

## 沿革
- 1974年8月 - ナスク株式会社設立
- 1977年7月 - クリエートメディック株式会社商号変更、横浜市にて事業活動開始
- 1978年7月 - 国産初のオールシリコーンフォーリーカテーテルの製品化成功
- 2005年12月 - 東京証券取引所市場第一部に株式上場